# Danjong
Koning Danjong, geboren als Yi Hong-wi, was de zesde vorst van de Koreaanse Joseondynastie. Danjong was twaalf jaar oud toen hij zijn vader opvolgde en dus kwam het bestuur van de dynastie in handen van premier Hwangbo In en vice-premier Generaal Kim Jongseo.
In 1453 werd de regering omver geworpen door zijn oom, Sejo. Hwangbo In en Kim Jongseo werden gevangengenomen en vermoord voor de poort van het Gyeongbuk paleis. In 1455 werd Danjong gedwongen afstand te doen van de troon en verbannen.
In het jaar erna werd een poging ondernomen om Danjong terug op de troon te krijgen door zes hoge ambtenaren, maar hun plan werd ontdekt en ze werden meteen geëxecuteerd. Sejo volgde het advies op dat ook Danjong om het leven gebracht zou moeten worden. Dit gebeurde in 1457.
Danjong zijn titel was hem afgenomen. Pas in 1698, tijdens het bewind van koning Sukjong van Joseon, kreeg hij zijn titel terug en werd hij weer koning Danjong genoemd.

## Volledige postume naam
- Koning Danjong Gongeui Onmun Sunjeong Anjang Gyungsun Donhyo de Grote van Korea
- 단종공의온문순정안장경순돈효대왕
- 端宗恭懿溫文純定安莊景順敦孝大王

- International Standard Name Identifier: 0000 0003 8285 9638
- Library of Congress Control Number: n84027232
- Nederlandse Thesaurus van Auteursnamen: 383033713
- Système universitaire de documentation: 145958019
- Virtual International Authority File: 266726690
- WorldCat: E39PBJj4pqcKGBHvQtVCgrfTHC